# Plochonos skvostný
Plochonos skvostný (Callanthias splendens) je paprskoploutvá ryba z čeledi plochonosovití (Callanthiidae).
Druh byl popsán roku 1921 ichtyologem Louisem Thomasem Griffinem.

## Popis a výskyt
Maximální délka ryby je 22,7 cm.
Tělo podlouhlé, zploštělé, jasně červené či oranžové barvy s červenými nebo žlutými ploutvemi. Mláďata jsou růžové barvy.
Byla nalezena ve vodách jihozápadního Pacifiku: Nový Zéland.